# Marcelo Melo
Pour les articles homonymes, voir Melo (homonymie).
Marcelo Pinheiro Davi de Melo, né le 23 septembre 1983 à Belo Horizonte, est un joueur de tennis brésilien, professionnel depuis 1998.
Spécialiste du double, il a atteint la 1re place mondiale en 2015. Il a gagné trente-neuf tournois ATP dont les Internationaux de France 2015 et Wimbledon 2017, et atteint trente-sept autres finales, dont une à Wimbledon en 2013 et deux au Masters en 2014 et 2017, ainsi qu'une finale de double mixte à Roland-Garros en 2009.
Il joue aussi pour l'équipe du Brésil de Coupe Davis.

## Parcours dans les tournois duGrand Chelem

### En simple
N'a jamais participé à un tableau final.

### En double messieurs
| Année | Open d'Australie                                                                       | Open d'Australie                                                                       | Internationaux de France                                                              | Internationaux de France                                                                 | Wimbledon                                                                                | Wimbledon | US Open | US Open |
| ----- | -------------------------------------------------------------------------------------- | -------------------------------------------------------------------------------------- | ------------------------------------------------------------------------------------- | ---------------------------------------------------------------------------------------- | ---------------------------------------------------------------------------------------- | --------- | ------- | ------- |
| 2007  | —                                                                                      | —                                                                                      | 2e tour (1/16) André Sá \|\| style="text-align:left;" \| J. Erlich Andy Ram           | 1/2 finale André Sá \|\| style="text-align:left;" \| A. Clément M. Llodra                | 1/4 de finale André Sá \|\| style="text-align:left;" \| Paul Hanley K. Ullyett           |           |         |         |
| 2008  | 1er tour (1/32) André Sá \|\| style="text-align:left;" \| L. Arnold Ker F. López       | 2e tour (1/16) André Sá \|\| style="text-align:left;" \| Rajeev Ram B. Reynolds        | 1/8 de finale André Sá \|\| style="text-align:left;" \| K. Anderson R. Lindstedt      | 1/8 de finale André Sá \|\| style="text-align:left;" \| T. Robredo S. Roitman            |                                                                                          |           |         |         |
| 2009  | 2e tour (1/16) André Sá \|\| style="text-align:left;" \| L. Arnold Ker Juan Mónaco     | 1er tour (1/32) André Sá \|\| style="text-align:left;" \| Igor Kunitsyn D. Toursounov  | 2e tour (1/16) André Sá \|\| style="text-align:left;" \| C. Kas V. Troicki            | 2e tour (1/16) André Sá \|\| style="text-align:left;" \| J. Knowle J. Melzer             |                                                                                          |           |         |         |
| 2010  | 1er tour (1/32) Bruno Soares \|\| style="text-align:left;" \| L. Mayer H. Zeballos     | 1/4 de finale Bruno Soares \|\| style="text-align:left;" \| J. Knowle Andy Ram         | 2e tour (1/16) Bruno Soares \|\| style="text-align:left;" \| Carsten Ball C. Guccione | 1/8 de finale Bruno Soares \|\| style="text-align:left;" \| W. Moodie Dick Norman        |                                                                                          |           |         |         |
| 2011  | 1er tour (1/32) Bruno Soares \|\| style="text-align:left;" \| F. Polášek Igor Zelenay  | 2e tour (1/16) Bruno Soares \|\| style="text-align:left;" \| A. Golubev D. Istomin     | 2e tour (1/16) Bruno Soares \|\| style="text-align:left;" \| C. Kas A. Peya           | 2e tour (1/16) Bruno Soares \|\| style="text-align:left;" \| J. Delgado J. Marray        |                                                                                          |           |         |         |
| 2012  | 1er tour (1/32) T. Bellucci \|\| style="text-align:left;" \| Philipp Marx A. Shamasdin | 1/4 de finale Ivan Dodig \|\| style="text-align:left;" \| D. Bracciali P. Starace      | 1/4 de finale Ivan Dodig \|\| style="text-align:left;" \| J. Melzer P. Petzschner     | 1/8 de finale Ivan Dodig \|\| style="text-align:left;" \| J. Benneteau N. Mahut          |                                                                                          |           |         |         |
| 2013  | 1er tour (1/32) Ivan Dodig \|\| style="text-align:left;" \| D. Bracciali Lukáš Dlouhý  | 1/8 de finale Ivan Dodig \|\| style="text-align:left;" \| A. Peya Bruno Soares         | Finale Ivan Dodig                                                                     | Bob Bryan Mike Bryan                                                                     | 1/2 finale Ivan Dodig \|\| style="text-align:left;" \| A. Peya Bruno Soares              |           |         |         |
| 2014  | 1/8 de finale Ivan Dodig \|\| style="text-align:left;" \| Łukasz Kubot R. Lindstedt    | 1/8 de finale J. Erlich \|\| style="text-align:left;" \| Łukasz Kubot R. Lindstedt     | 1/4 de finale J. Knowle \|\| style="text-align:left;" \| Bob Bryan Mike Bryan         | 1/2 finale Ivan Dodig \|\| style="text-align:left;" \| M. Granollers Marc López          |                                                                                          |           |         |         |
| 2015  | 1/2 finale Ivan Dodig \|\| style="text-align:left;" \| P.-H. Herbert N. Mahut          | Victoire Ivan Dodig                                                                    | Bob Bryan Mike Bryan                                                                  | 1/4 de finale Ivan Dodig \|\| style="text-align:left;" \| J. Erlich P. Petzschner        | 1er tour (1/32) Ivan Dodig \|\| style="text-align:left;" \| D. Inglot R. Lindstedt       |           |         |         |
| 2016  | 1/8 de finale Ivan Dodig \|\| style="text-align:left;" \| Pablo Cuevas M. Granollers   | 1/2 finale Ivan Dodig \|\| style="text-align:left;" \| F. López Marc López             | 1/8 de finale Ivan Dodig \|\| style="text-align:left;" \| Raven Klaasen Rajeev Ram    | 1er tour (1/32) Ivan Dodig \|\| style="text-align:left;" \| N. Monroe D. Young           |                                                                                          |           |         |         |
| 2017  | 1/8 de finale Łukasz Kubot \|\| style="text-align:left;" \| Ivan Dodig M. Granollers   | 2e tour (1/16) Łukasz Kubot \|\| style="text-align:left;" \| R. Harrison M. Venus      | Victoire Łukasz Kubot                                                                 | O. Marach Mate Pavić                                                                     | 2e tour (1/16) Łukasz Kubot \|\| style="text-align:left;" \| J. Benneteau Roger-Vasselin |           |         |         |
| 2018  | 1/4 de finale Łukasz Kubot \|\| style="text-align:left;" \| B. McLachlan J.-L. Struff  | 1/8 de finale Łukasz Kubot \|\| style="text-align:left;" \| R. Bopanna Roger-Vasselin  | 2e tour (1/16) Łukasz Kubot \|\| style="text-align:left;" \| J. Erlich M. Matkowski   | Finale Łukasz Kubot                                                                      | Mike Bryan Jack Sock                                                                     |           |         |         |
| 2019  | —                                                                                      | —                                                                                      | 1/8 de finale Łukasz Kubot \|\| style="text-align:left;" \| J. Chardy Fabrice Martin  | 1/4 de finale Łukasz Kubot \|\| style="text-align:left;" \| Nicolas Mahut Roger-Vasselin | 1/8 de finale Łukasz Kubot \|\| style="text-align:left;" \| Leonardo Mayer João Sousa    |           |         |         |
| 2020  | 2e tour (1/16) Łukasz Kubot \|\| style="text-align:left;" \| S. González Ken Skupski   | 2e tour (1/16) Łukasz Kubot \|\| style="text-align:left;" \| N. Monroe Tommy Paul      | Annulé                                                                                | Annulé                                                                                   | 1er tour (1/16) Łukasz Kubot \|\| style="text-align:left;" \| Sander Gillé Joran Vliegen |           |         |         |
| 2021  | 1/8 de finale Horia Tecău \|\| style="text-align:left;" \| Ivan Dodig Filip Polášek    | 1er tour (1/32) Łukasz Kubot \|\| style="text-align:left;" \| N. Monroe Frances Tiafoe | 1/4 de finale Łukasz Kubot \|\| style="text-align:left;" \| Nikola Mektić Mate Pavić  | 1er tour (1/32) Łukasz Kubot \|\| style="text-align:left;" \| Evan King Hunter Reese     |                                                                                          |           |         |         |
| 2022  | 2e tour (1/16) Ivan Dodig \|\| style="text-align:left;" \| S. Bolelli F. Fognini       | 2e tour (1/16) M. González \|\| style="text-align:left;" \| M. Cressy F. López         | 2e tour (1/16) R. Klaasen \|\| style="text-align:left;" \| J. O'Mara K. Skupski       | 2e tour (1/16) R. Klaasen \|\| style="text-align:left;" \| L. Glasspool H. Heliövaara    |                                                                                          |           |         |         |
| 2023  | —                                                                                      | —                                                                                      | 1/8 de finale John Peers \|\| style="text-align:left;" \| M. Granollers H. Zeballos   | 1/8 de finale John Peers \|\| style="text-align:left;" \| T. Griekspoor B. Stevens       | 1er tour (1/32) John Peers \|\| style="text-align:left;" \| L. Glasspool H. Heliövaara   |           |         |         |
| 2024  | 1er tour (1/32) M. Middelkoop \|\| style="text-align:left;" \| Rajeev Ram J. Salisbury | 2e tour (1/16) R. Matos \|\| style="text-align:left;" \| S. Bolelli A. Vavassori       | 1/8 de finale R. Matos \|\| style="text-align:left;" \| H. Heliövaara H. Patten       | 2e tour (1/16) R. Matos \|\| style="text-align:left;" \| W. Koolhof N. Mektić            |                                                                                          |           |         |         |
| 2025  |                                                                                        |                                                                                        |                                                                                       |                                                                                          | 1/4 de finale R. Matos \|\| style="text-align:left;" \| R. Hijikata D. Pel               |           |         |         |

N.B. : le nom du partenaire se trouve sous le résultat ; le nom des ultimes adversaires se trouve à droite.

### En double mixte
N.B. : le nom de la partenaire se trouve sous le résultat ; le nom des ultimes adversaires se trouve à droite.

## Participation auMasters

### En double
| Année | Ville              | Surface    | Partenaire   | Résultats | Résultat final    |
| ----- | ------------------ | ---------- | ------------ | --------- | ----------------- |
| 2013  | Londres (O2 Arena) | Dur indoor | Ivan Dodig   | 3v, 1d    | Demi-finaliste    |
| 2014  | Londres (O2 Arena) | Dur indoor | Ivan Dodig   | 3v, 2d    | Finaliste         |
| 2015  | Londres (O2 Arena) | Dur indoor | Ivan Dodig   | 2v, 2d    | Demi-finaliste    |
| 2016  | Londres (O2 Arena) | Dur indoor | Ivan Dodig   | 1v, 2d    | Éliminé en poules |
| 2017  | Londres (O2 Arena) | Dur indoor | Łukasz Kubot | 3v, 2d    | Finaliste         |
| 2018  | Londres (O2 Arena) | Dur indoor | Łukasz Kubot | 1v, 2d    | Éliminé en poules |
| 2019  | Londres (O2 Arena) | Dur indoor | Łukasz Kubot | 2v, 2d    | Demi-finaliste    |
| 2020  | Londres (O2 Arena) | Dur indoor | Łukasz Kubot | 1v, 2d    | Éliminé en poules |

## Classements ATP en fin de saison
| Année          | 2000 | 2001 | 2002 | 2003 | 2004 | 2005 | 2006 | 2007 | 2008 | 2009 | 2010 | 2011 | 2012 | 2013 | 2014 | 2015 | 2016 | 2017 | 2018 | 2019 | 2020 | 2021 | 2022 | 2023 |
| Rang en simple | 1334 | 914  | 730  | 678  | 441  | 273  | 614  | –    | –    | –    | –    | –    | –    | 1351 | –    | –    | –    | –    | –    | –    | –    | –    | –    | –    |
| Rang en double | 1169 | 1445 | 226  | 430  | 180  | 154  | 116  | 34   | 19   | 36   | 39   | 27   | 18   | 6    | 6    | 1    | 8    | 1    | 9    | 7    | 10   | 29   | 39   | 47   |

Source : (en) Classements de Marcelo Melo sur le site officiel de la Fédération internationale de tennis